# تپه خانم دوشان‌تپه‌سی
تپه خانم دوشان تپه سی مربوط به دوره ساسانیان - سده‌های اولیه و میانه دوران‌های تاریخی پس از اسلام است و در شهرستان زنجان، بخش مرکزی، دهستان بوغدا کندی، ۱ کیلومتری شمال غرب روستای گل بلاغی واقع شده و این اثر در تاریخ ۱۸ اسفند ۱۳۸۷ با شمارهٔ ثبت ۲۵۳۲۱ به‌عنوان یکی از آثار ملی ایران به ثبت رسیده‌است.